# 다이어리포인트
다이어리포인트(DiaryPoint)는 대한민국 경기도 고양시에 본사를 둔 인터넷 신문이다. 2025년 6월 18일에 창간되었으며 사회, 문화, 생활 등 일상과 관련된 기사를 다룬다.

## 개요
다이어리포인트는 ‘일상을 기록하는 뉴스저널’을 표어로 사용하며 뉴스, 이슈, 연예, 생활, 트렌드, 여행 등 다양한 분야의 기사를 제공한다.

## 역사
2025년 6월 18일, 대한민국에서 인터넷신문으로 정식 등록되었다.

## 운영
다이어리포인트는 사회와 생활, 대중문화, 온라인 화제 등 다양한 주제를 기사 형식으로 보도한다.  
카테고리는 뉴스, 이슈, 연예, 생활, 트렌드, 여행 등으로 구성되어 있으며 매일 새로운 기사가 게시된다.

## 콘텐츠
다이어리포인트에서 다루는 주요 주제는 다음과 같다.
- 사회·문화·생활 관련 뉴스
- 온라인과 SNS에서의 화제
- 대중문화 및 연예 소식
- 여행지와 지역 상권 정보
- IT 및 디지털 기술 동향